# Collegio elettorale di Genova - Bargagli
Il collegio di Genova - Bargagli fu un collegio elettorale uninominale della Repubblica Italiana per l'elezione del Senato della Repubblica. Apparteneva alla Circoscrizione Liguria e fu utilizzato per eleggere un senatore nella XII, XIII e XIV legislatura.
Venne istituito nel 1993 con la cosiddetta Legge Mattarella (Legge n. 276, Norme per l'elezione del Senato della Repubblica), attuata in seguito al referendum abrogativo del 1993. La legge istituì per la Camera dei deputati e per il Senato della Repubblica un sistema di elezione misto, in parte maggioritario e in parte proporzionale. Il 75% dei parlamentari dell'assemblea veniva eletto in collegi uninominali tramite sistema maggioritario a turno unico; il restante 25% al Senato veniva eletto tramite recupero proporzionale dei più votati non eletti attraverso un meccanismo di calcolo denominato "scorporo", cioè sottraendo dal conteggio dei voti totali di una lista nella parte proporzionale i voti ottenuti dai candidati collegati alla medesima lista che erano eletti nei collegi uninominali con il sistema maggioritario.
Il collegio venne abolito insieme a tutti gli altri che costituivano il Senato con la promulgazione della legge elettorale successiva, la cosiddetta Legge Calderoli. Questa prevedeva un sistema proporzionale con premio di maggioranza, che al Senato veniva attribuito a livello regionale.

## Territorio
Il collegio Genova - Bargagli era uno dei 6 collegi uninominali in cui era suddivisa la Liguria e, come previsto dal D.Lgs. del 20 dicembre 1993 n. 535, comprendeva parte del comune di Genova, oltre ai comuni di Bargagli e Davagna.

## Eletti
| Elezione | Elezione | Senatore                   | Partito            |
| -------- | -------- | -------------------------- | ------------------ |
|          | 1994     | Maria Grazia Daniele Galdi | Progressisti (PDS) |
|          | 1996     | Aurelio Crippa             | Progressisti (PRC) |
|          | 2001     | Nando dalla Chiesa         | L'Ulivo (DL)       |

## Dati elettorali

### XII legislatura
|                               | Maria Grazia Daniele Galdi ✔️ Eletta | Progressisti       | 76 364  | 41,53 |  |  |  |  |  |
|                               | Giulio Terracini ✔️ Eletto           | Polo delle Libertà | 56 551  | 30,75 |  |  |  |  |  |
|                               | Mariano Maresca                      | Patto per l'Italia | 22 379  | 12,17 |  |  |  |  |  |
|                               | Guglielmo Lolli Ghetti               | Alleanza Nazionale | 18 545  | 10,08 |  |  |  |  |  |
|                               | Giuseppe Parodi Domenichi            | Partito Pensionati | 10 059  | 5,47  |  |  |  |  |  |
| Totale                        | Totale                               | Totale             | 183 898 | 100   |  |  |  |  |  |
|                               |                                      |                    |         |       |  |  |  |  |  |
| Voti non validi               | Voti non validi                      | Voti non validi    | 10 619  | 5,46  |  |  |  |  |  |
| Votanti                       | Votanti                              | Votanti            | 194 517 | 83,80 |  |  |  |  |  |
| Elettori                      | Elettori                             | Elettori           | 232 108 |       |  |  |  |  |  |
|                               |                                      |                    |         |       |  |  |  |  |  |
| Data: 27-28 marzo 1994        |                                      |                    |         |       |  |  |  |  |  |
| Fonte: Ministero dell'interno |                                      |                    |         |       |  |  |  |  |  |

### XIII legislatura
|                               | Aurelio Crippa ✔️ Eletto   | Progressisti        | 84 415  | 49,25 |  |  |  |  |  |
|                               | Giulio Terracini ✔️ Eletto | Polo per le Libertà | 65 642  | 38,29 |  |  |  |  |  |
|                               | Andrea Corrado             | Lega Nord           | 21 355  | 12,46 |  |  |  |  |  |
| Totale                        | Totale                     | Totale              | 171 412 | 100   |  |  |  |  |  |
|                               |                            |                     |         |       |  |  |  |  |  |
| Voti non validi               | Voti non validi            | Voti non validi     | 14 428  | 7,76  |  |  |  |  |  |
| Votanti                       | Votanti                    | Votanti             | 185 840 | 81,23 |  |  |  |  |  |
| Elettori                      | Elettori                   | Elettori            | 228 791 |       |  |  |  |  |  |
|                               |                            |                     |         |       |  |  |  |  |  |
| Data: 21 aprile 1996          |                            |                     |         |       |  |  |  |  |  |
| Fonte: Ministero dell'interno |                            |                     |         |       |  |  |  |  |  |

### XIV legislatura
|                               | Nando dalla Chiesa ✔️ Eletto | L'Ulivo                              | 85 135  | 49,49 |  |  |  |  |  |
|                               | Gian Nicola Amoretti         | Casa delle Libertà                   | 62 871  | 36,55 |  |  |  |  |  |
|                               | Franco Zunino                | Partito della Rifondazione Comunista | 11 136  | 6,47  |  |  |  |  |  |
|                               | Giovanna Molisso             | Lista Di Pietro                      | 5 689   | 3,31  |  |  |  |  |  |
|                               | Bruno Fedi                   | Pannella-Bonino                      | 4 243   | 2,47  |  |  |  |  |  |
|                               | Alessandro Grillo            | Democrazia Europea                   | 2 962   | 1,72  |  |  |  |  |  |
| Totale                        | Totale                       | Totale                               | 172 036 | 100   |  |  |  |  |  |
|                               |                              |                                      |         |       |  |  |  |  |  |
| Voti non validi               | Voti non validi              | Voti non validi                      | 6 524   | 3,65  |  |  |  |  |  |
| Votanti                       | Votanti                      | Votanti                              | 178 560 | 80,21 |  |  |  |  |  |
| Elettori                      | Elettori                     | Elettori                             | 222 613 |       |  |  |  |  |  |
|                               |                              |                                      |         |       |  |  |  |  |  |
| Data: 13 maggio 2001          |                              |                                      |         |       |  |  |  |  |  |
| Fonte: Ministero dell'interno |                              |                                      |         |       |  |  |  |  |  |